# Западные шошоны

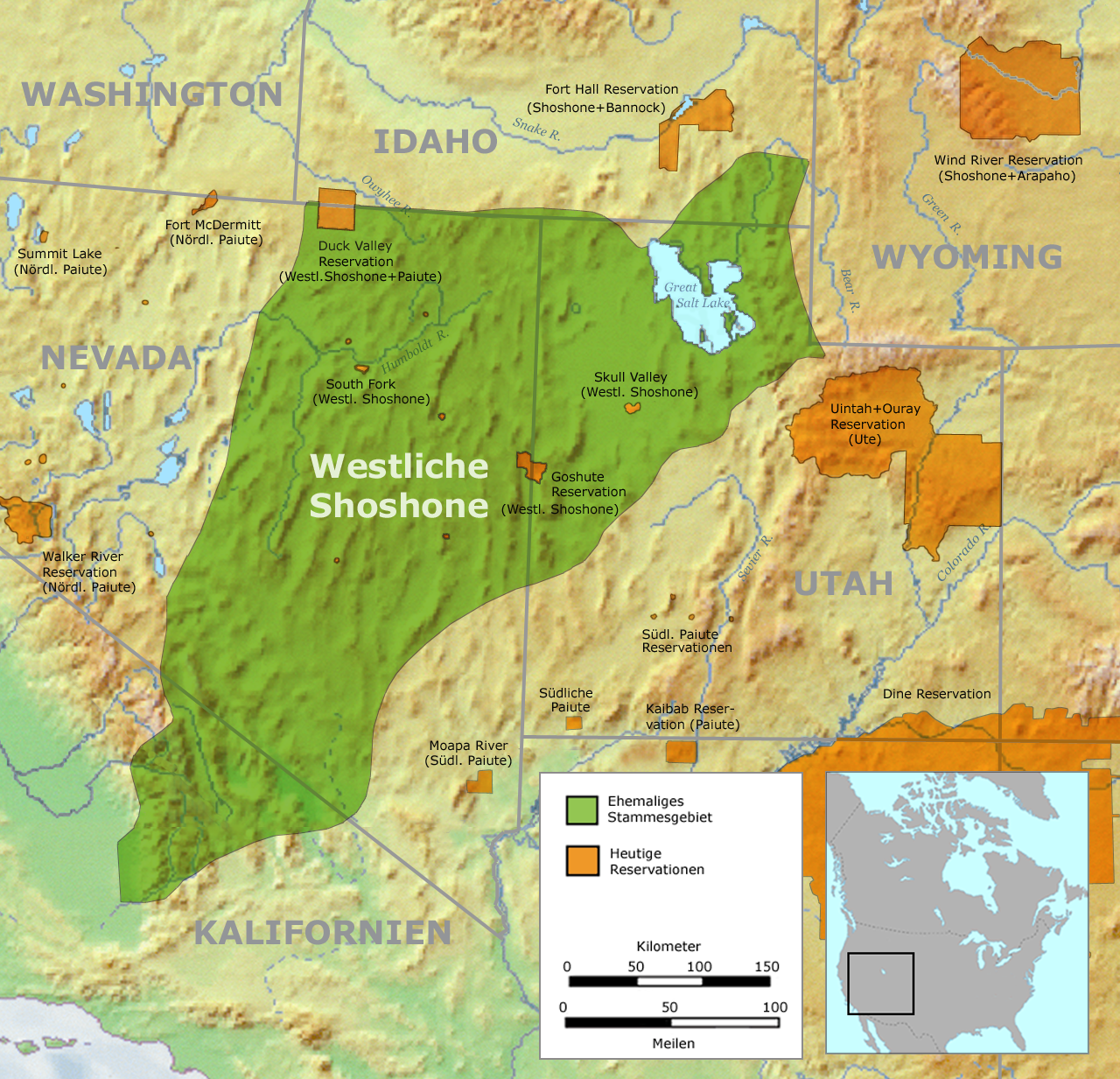
Традиционная территория западных шошонов

Западные шошоны (англ. Western Shoshone) — индейское племя в США, является частью индейского народа шошоны. Традиционно проживали в центральной и западной части современного штата Айдахо, в северо-западной Юте, в центральной и северо-восточной Неваде, а также в долинах Панаминт и Смерти в Калифорнии.

## Язык
Говорят на западном диалекте шошонского языка относящегося к нумской ветви юто-ацтекской семьи языков. Многие перешли на английский.

## История
Джедедайя Смит, маунтинмен и первопроходец, предположительно стал первым белым человеком, который встретил западных шошонов во время своего путешествия по западным отрогам Скалистых гор в 1825 году. В 1847 году мормоны поселились в Юте и вступили в контакты с северными и западными шошонами.
В 1863 году вожди западных шошонов в форте Руби заключили с США договор, который был одобрен Конгрессом США в 1866 году и в конечном итоге вступил в силу после его подписания президентом Улиссом Грантом в 1869 году. В том же году было завершено строительство трансконтинентальной железной дороги, которая проходила через традиционные земли западных шошонов. Из-за железнодорожной линии и притока белых поселенцев традиционный уклад индейцев был разрушен. Во второй половине XIX века часть племени приняла участие в Пайютской войне и Войне снейков. В 1877 году американские власти переселили часть западных шошонов в резервацию Дак-Валли, некоторые переехали в резервации для северных пайютов на западе Неваде. Однако большинство из них остались на своих традиционных охотничьих угодьях. Со временем они в значительной степени были вынуждены отказаться от своего прежнего образа жизни и в основном работали на ранчо или в шахтах.

## Культура

### Материальная культура
Западные шошоны отличались от северных и восточных сородичей тем, что у них не было лошадей, и поэтому они не участвовали в конной охоте на бизонов. Тип культуры характерный для индейцев Большого Бассейна, испытали сильное влияние индейцев Калифорнии. Традиционные занятия — бродячее собирательство (семена, коренья, ягоды, стручки мескита) и охота (на горного барана, антилопу, кролика, грызунов, птицу). При собирательстве использовали палки-копалки, семявыбивалки и конические заплечные корзины. Было распространено плетением, делали грубую керамику.

### Социальная организация
Для социальной организации западных шошонов были характерны малые семьи, которые объединялись в региональные группы с нестабильным составом, возглавляемыми вождями (теквани). У них не было верховного вождя и они действовали самостоятельно, независимо друг от друга.
Брак — амбилокальный и неолокальный. Были распространены сороральная полигания, братская полиандрия и левират, существовало умыкание, обмен сиблингами.

## Группы западных шошонов
Группы западных шошонов именовались в честь их традиционной географической родины и их основных источников пищи.
- Куятикка (Куюдикка, «Едоки горького корня») — жили вдоль реки Мэри, долины Кловер и Смит-Крик, Центральная Невада[3].
- Махагуадука («Едоки семян менцелии») — жили около реки Риз, долина Руби, Центральная и Северо-Восточная Невада[3].
- Типатикка (Тепаттеккаа, Тетадека, «Едоки сосновых орехов») — самая северная группа[3], Северо-Западная Юта.
- Тсайдука («Едоки схеноплектуса») — жили в Железнодорожной долине, Центральная Невада[3].
- Тсогвиююги («Едоки семян менцелии») — жили на территории современного округа Элко[3].
- Вайтикка («Едоки рисовидки») — жили в долине Айон[3], север современного округа Най.
- Вататикка («Едоки плевела») — жили в долине Руби, Северо-Восточная Невада[3].
- Вийимпихтикка («Едоки шефердии») — жили в долине Биг-Смоки[3], север современных округов Эсмералда и Най.

## Население
Джеймс Муни (1938) подсчитал, что в 1845 году было 4 500 северных и западных шошонов вместе. Перепись населения США 1910 года показала 1 800 западных шошонов. В отчёте Управления США по делам индейцев за 1917 год указано около 1 500 человек. Перепись 1930 года увеличила эту цифру до 2 000 западных шошонов, но в 1937 году Индейского бюро США насчитало 1 201 человека.